# Марина Тимофєєва
Марина Тимофєєва (ест. Marina Timofeieva) — естонська фігуристка. Разом із партнером Євгеном Стригановим, вона є чемпіонкою Естонії 2003 і 2004 років. Учасниця чемпіонату світу.

## Біографія
Марина Тимофєєва народилася 24 лютого 1984 року в Талліні.

## Кар'єр
Тимофєєва почала займатися фігурним катанням в 1988 році в клубі «Яааклід» (ест. Jääklid Tallinn) в Талліні. Виступала в танцях на льоду з Євгеном Стригановим, який старший за Марину на два роки.
Їх тренувала Леа Ранд, мати естонських танцюристів Крістіана та Тааві Ранд.
У 1999 році Марина Тимофєєва і її партнер виступили на юніорському рівні на турнірі імені Сальхова в Стокгольмі, де зайняли п'ятнадцяте місце. До 2002 року вони каталися на юніорському рівні, жодного разу не завоювавши медаль на міжнародному змаганні. У 2000 році взяли участь на юніорському Гран-прі в Гданську, фінішувавши на дванадцятому місці. Наступного року на тому ж етапі вони стали десятими.
У цілому, вони п'ять разів брали участь на чемпіонатах світу з фігурного катання серед юніорів, посівши 17-те місце в 2003 році, що стало їх найкращим результатом.
У 2002 році Тимофєєва і Стриганов виступили на дорослому чемпіонаті Естонії, завоювавши срібну медаль. У тому ж році вони виступили на дорослому міжнародному турнірі в Оломоуці, де завоювали бронзову медаль.
У 2003 році Тимофєєва і Стриганов виграли чемпіонат Естонії. Вони посіли 22-ге місце на чемпіонаті Європи з фігурного катання 2003 року і 26-те місце на чемпіонаті світу з фігурного катання 2003 року.